# Équipe des Comores masculine de basket-ball
Maillots
Actualités
L'équipe des Comores de basket-ball est une sélection des meilleurs joueurs comoriens de basket-ball sous l'égide de la Fédération comorienne de basket-ball.
Les Comores ne se sont jamais qualifiées pour une compétition internationale majeure.
L'équipe comorienne réussit néanmoins aux Jeux des îles de l'océan Indien, finissant sur le podium à sept reprises et remportant le titre en 1979. Néanmoins, ils ne passent pas le premier tour de l'édition 2011.